# 간접 선거
간접 선거(間接選擧, 영어: indirect election)는 선거인이 어떠한 정치인을 선거하는 선거 제도이다.
대한민국에서는 초대 대통령 선거(국회), 제2공화국(국회), 제4공화국(통일주체국민회의)과 제5공화국(대통령선거인단)에서는 간접선거로 대통령을 선출하였다. 이후에는 직접 선거로 대통령을 선출하고 있다.

## 대통령 간접선거제
대통령 간접선출제 또는 대통령 간접선거제는 대통령을 국민이 뽑은 대리인에 의한 간접선거에 의해 선출하는 대통령 선거의 한 방식이다. 국민이 직접 선거하는 것과 달리 국민이 선출하거나 위임받은 대리인에 의해 선출된다는 점이 특징이다. 대한민국에서는 1972년 유신 헌법 발표 이후 국민이 선출한 통일주체국민회의 대의원(국민회의 대의원들은 국민의 직접선거로 선출)들에 의한 간접선거제를 채택하였고, 1981년 제5공화국 헌법에서는 대통령 선거인단(선거인단은 국민의 직접선거로 선출)에 의한 간접선거제가 채택되었으나, 1987년 6.10민주화운동(6월 항쟁)의 선거 헌법 변혁 승리를 바탕으로 이루어진 대통령 직선제를 주된 내용으로 하는 9차개헌을 통하여, 1988년 2월 25일부터 시행된 현행헌법에서는 폐지되었다. 다만, 교육감은 21세기까지도 간선제였다. 미국은 선거인단에 의한 대통령 선출이 현행 유지되고 있다.

## 대한민국의 간접 선거
- 대한민국 제1공화국, 제2공화국, 제4공화국, 제5공화국
  - 국회: 대한민국 제1대 대통령 선거, 대한민국 제4대 대통령 선거
  - 통일주체국민회의 : 대한민국 제8대 대통령 선거, 대한민국 제9대 대통령 선거, 대한민국 제10대 대통령 선거, 대한민국 제11대 대통령 선거
  - 대통령선거인단 : 대한민국 제12대 대통령 선거

## 같이 보기
- 직접 선거
- 선거인단
- 대통령
- 통일주체국민회의